# Крејг (Ајова)
Крејг (енгл. Craig) град је у америчкој савезној држави Ајова. По попису становништва из 2010. у њему је живело 89 становника.

## Демографија
Према попису становништва из 2010. у граду је живело 89 становника, што је -13 (-12.7%) становника више него 2000. године.
| Група             | 2000.        | 2010.       |
| Белци             | 102 (100.0%) | 89 (100.0%) |
| Афроамериканци    | 0 (0,0%)     | 0 (0,0%)    |
| Азијати           | 0 (0,0%)     | 0 (0,0%)    |
| Хиспаноамериканци | 0 (0,0%)     | 0 (0,0%)    |
| Укупно            | 102          | 89          |